# Miriquidica effigurata
Miriquidica effigurata är en lavart som beskrevs av Fryday & Coppins. Miriquidica effigurata ingår i släktet Miriquidica och familjen Lecanoraceae.   Inga underarter finns listade i Catalogue of Life.